# UMgungundlovu
uMgungundlovu (auch Umgungundlovu, englisch Umgungundlovu District Municipality, zulu uMasipala wesiFunda uMgungundlovu) ist ein Distrikt in der südafrikanischen Provinz KwaZulu-Natal. Der Sitz der Distriktverwaltung befindet sich in Pietermaritzburg.
Der Name des Distriktes ist der isiZulu-Begriff für Platz der (großen) Elefanten.

## Lage
Der Distrikt befindet sich etwas südlich der Mitte der Provinz KwaZulu-Natal.

## Gliederung
Die Distriktgemeinde wird von folgenden Lokalgemeinden gebildet:
- Impendle
- Mkhambathini
- Mpofana
- Msunduzi
- Richmond
- uMngeni
- uMshwathi

## Demografie
Nach der Volkszählung von 2011 hatte der Distrikt 1.017.763 Einwohner in 272.666 Haushalten auf einem Gebiet von 9512,92 Quadratkilometern. Davon waren 84,75 % schwarz, 6,68 % Indischstämmige, 6,28 % weiß und 2,02 % Coloureds.

## Naturschutzgebiete
- Highmoor Nature Reserve
- Umgeni Nature Reserve